# Шов (мінералогія)

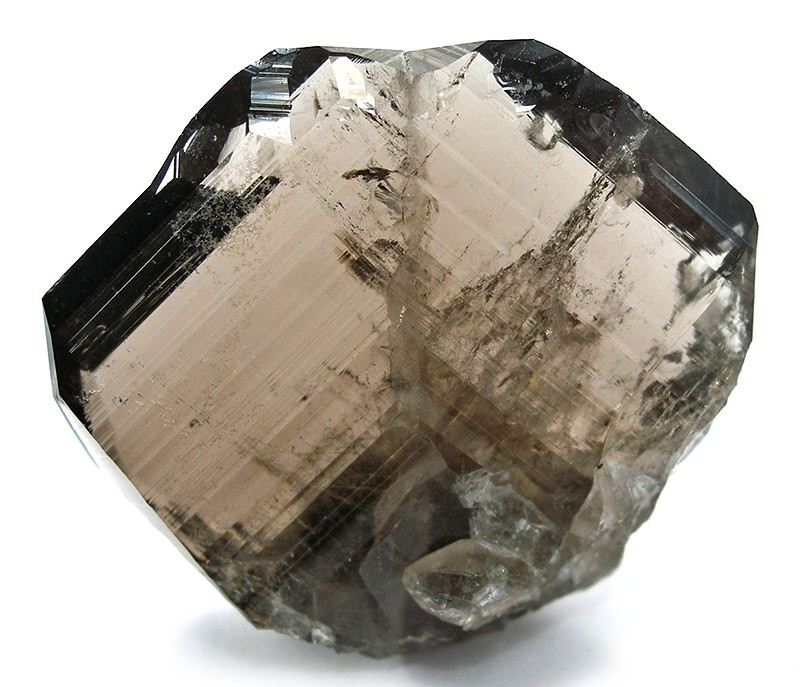
Двійниковий шов між кристалами кварцу.

Шов  - у мінералогії – видимий слід поверхні зростання мінеральних індивідів, наприклад шов двійниковий (англ. composition face). На рис. видно видимий слід поверхні зростання кристалів кварцу, які знаходяться у двійниковому положенні.